# Гайден Крістенсен
Гайден Крістенсен (англ. Hayden Christensen; 19 квітня 1981, Ванкувер, Канада) — канадський актор і продюсер. Він розпочав свою кар'єру на канадському телебаченні у 13 років, а потім наприкінці 90-х перетворився на обличчя американського телебачення. Номінант на премію «Золотий глобус» та «Гільдія кіноакторів» за роль другого плану у фільмі «Життя як дім» (2001).
Крістенсен здобув світову популярність завдяки зображенню Енакіна Скайвокера / Дарта Вейдера у фільмах трилогії «Зоряні війни»: «Зоряні війни: Епізод II — Атака клонів» (2002) та «Зоряні війни: Епізод III — Помста ситхів» (2005) та серіалах «Обі-Ван Кенобі» (2022) й «Асока» (2023). Його відзнака за ці фільми включає номінацію на премію «Сатурн» за найкращу чоловічу роль та премію «Відкриття» Каннського кінофестивалю. Він також отримав визнання критиків за свою роль Стівена Ґласса у фільмі «Розбитий» (2003).

## Раннє життя
Крістенсен народився у Ванкувері, Британська Колумбія, в родині Елі, американської спічрайтерки, та Девіда Крістенсена, канадського програміста та виконавчого директора з питань комунікацій. Його батько датського походження, а мати має шведське та італійське походження. Крістенсен — один з чотирьох дітей, у якого троє братів і сестер: старший брат Тове, старша сестра Гейса та молодша сестра Кейлен. Крістенсен був спортсменом у середній школі, грав змагальний хокей та теніс на провінційному рівні.
Він проводив літа на Лонг-Айленді зі своєю бабусею по материнській лінії Роуз Шварц і відвідував студію акторів у Нью-Йорку; він також навчався в драматичній програмі Arts York в середній школі Unionville в Маркемі, Онтаріо. Після супроводу своєї старшої сестри до офісу її агента після того, як вона отримала роль у рекламному ролику Pringles, він також почав брати участь у рекламних роликах, в тому числі для сиропу від кашлю Triaminic в 1988 році.

## Кар'єра

### 1993—2005
Дебют Крістенсена відбувся у вересні 1993 року, коли у віці 12 років він зіграв другорядну роль у німецько-канадському телесеріалі Macht Der Leidenschaft / Family Passions. Наступного року він зіграв незначну роль у фільмі Джона Карпентера «У пащі божевілля». З 1995 по 1999 рік він знімався в декількох фільмах і телевізійних серіалах, серед яких «Гаррісон Берджерон», «Лицар назавжди», «Мурашки», «Незайманки-самогубці» та «Чи боїшся ти темряви?».
Зіграв головну роль у телевізійному серіалі Fox Family Channel «Вища земля» у 2000 році, зобразивши підлітка, якого сексуально розбещувала мачуха, після чого той звернувся до наркотиків.
Визнаний критиками образ непорозумілого підлітка у фільмі «Життя як дім» (2001) приніс йому номінації на нагороди «Золотий глобус» та SAG, а також нагороду Національної ради кінокритиків США за прорив року. Однак вистава не отримала широкого загального повідомлення. 2002 року Крістенсен дебютував у лондонському театрі разом із Джейком Гілленхол та Анною Пакін у фільмі «Це наша молодь».
Далі він отримав позитивні відгуки про «Розбите скло» 2003 року, що розповідає справжню історію журналіста Стівена Ґласса, який, як виявили, вигадував історії як письменник «Нової республіки» та інших видань. Пітер Треверс із «Ролінг Стоун» писав: «Гайден Крістенсен виступає сенсаційно, як Скло, знаходячи чудо-хлопчика та ласку у розладнаному хлопчику, що летить високо на славі, яку він не заслужив». У 2005 році Крістенсен дебютував на Бродвеї, коли коротко знявся у 10-хвилинній п'єсі.
У 2005 році він взяв участь у п'ятому щорічному благодійному проєкті «24-годинні п'єси», який збирає гроші для некомерційних груп у Великому яблуку.

#### Зоряні війни

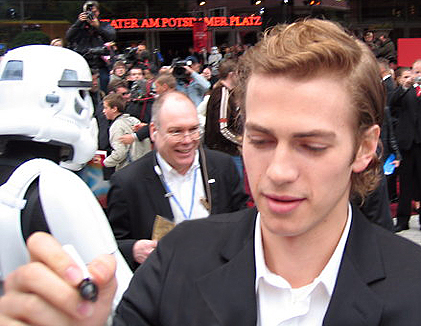
Крістенсен у 2005 році

12 травня 2000 року Крістенсен оголосив, що зніметься у ролі дорослого Енакіна Скайвокера у фільмах «Зоряні війни: Епізод II — Атака клонів» (2002) та «Зоряні війни: Епізод III — Помста ситхів» (2005), раніше Скайвокер зображений Джейком Ллойдом у дитинстві у «Зоряних війнах: Епізод I — Привидна загроза» (1999). Директор кастингу розглянув близько 1500 інших кандидатів, перш ніж режисер Джордж Лукас обрав Крістенсена. Лукас цитує слова, що він обрав Крістенсена, тому що йому «потрібен актор, який має таку присутність Темної сторони». Це було важливо для закріплення історії, яку намагався розповісти Лукас: падіння Енакіна Скайвокера від грації і перетворення на Дарта Вейдера.
Під час виробництва фільму «Помста ситхів» Крістенсен запитав Лукаса, чи можна створити спеціальний костюм Вейдера, який відповідає його власному тілу, а не іншому акторові надягати один з оригінальних наборів броні Вейдера, який носив Девід Проуз. Лукас погодився, і костюм був розроблений, щоб відповідати рамці Крістенсена, навіть включаючи розширення, щоб актор міг досягти висоти Вейдера 6 футів 6 у (1,98 м). Однак його голос як «роботизованого» Вейдера був охрещений Джеймсом Ерлом Джонсом, який вперше прославив цей голос в оригінальній трилогії.
Відеоматеріали Крістенсена були використані у випуску DVD-випуску «Повернення джедаїв» 2004 року, де він був замінений на заміну Себастьяна Шоу як привид сили викупленого Енакіна Скайвокера. Це була одна з найбільш суперечливих змін. Лукас хотів, щоб внутрішня особа Енакіна повернулася такою, якою він був, перш ніж він перейшов на темну сторону. Крістенсен наполягав, що це було зроблено без його відома, що було підтверджено самим Лукасфільмом у повнометражному фільмі «Повернення джедаїв: Що змінилося?» як видно на офіційному вебсайті на згадку про DVD-диски 2006 року.
Його виступ в епізодах II та III отримав загалом неоднозначні відгуки критиків (що принесло йому нагороду «Золота малина» за найгіршого актора другого плану в обох фільмах).
Крістенсен був названий як у списку 50 найкрасивіших людей, так і серед 25 найгарячіших зірок до 25 років підлітків. За свою роботу в Епізоді III він виграв премію MTV Movie Best Best Villain.

### 2006—2019
У період з 2006 по 2007 рік він знявся у фільмі «Пробудись» разом із Джессікою Альбою, яка розповідає історію чоловіка, який залишається неспаним, але паралізованим під час операції на серці, а також знявся у фільмі «Фабрична дівчина», навпроти Сієни Міллер та Гая Пірса. Далі Крістенсен зіграв головну роль зі Семюелем Л. Джексоном, Джеймі Беллом та Рейчел Білсон у фільмі «Телепорт», історії молодої людини, яка виявляє, що має здатність до телепортації; фільм вийшов у прокат 14 лютого 2008 року. Білсон і Крістенсен знову зіграли головну роль у тому ж сегменті фільму «Я тебе люблю» в Нью-Йорку. Крістенсен з'явився навпроти Міші Бартона на Віргінській території, який вийшов безпосередньо на DVD у Північній Америці 26 серпня 2008 року. Фільм, оснований на фільмі «Декамерон», розповідає про групу людей, яка рятується від епідемії Чорної чуми, ховаючись у тосканській віллі в Італії.
У жовтні 2009 року Крістенсен взяв участь в зніманні фільму жахів «Зникнення на 7-й вулиці» режисера Бреда Андерсона разом із Тенді Ньютон та Джоном Легуізамо. Крістенсен з'явився в кримінальній драмі «Такери» з Ідрісом Ельбою та Полом Вокером, що вийшла в США 27 серпня 2010 року. «Квантові пошуки: Космічна одісея Кассіні» — це четвертий фільм, у якому Крістенсен знімається зі Семюелем Л. Джексоном.
У 2010 році Крістенсен подав позов проти USA Network через звинувачення в тому, що вони вкрали його ідею для телевізійного шоу Royal Pains. У позові стверджується, що Крістенсен зустрічався з США, щоб провести аналогічну серію під назвою Housecalls. Під час зустрічі, запевняє Крістенсен, йому ніколи не повідомляли, що подібна програма розробляється. Хоча спочатку федеральний суддя відхилив позов Крістенсена в 2011 році, у червні 2012 року 2-й окружний апеляційний суд скасував це рішення і направив справу назад на розгляд окружного суду для подальшого розгляду, що вважалося законною перемогою Крістенсена.
20 травня 2013 року під час Каннського кінофестивалю російська компанія Enjoy Movies оголосила про створення компанії Glacier Films — альянсу з Крістенсеном та його братом Туве. Протягом трьох років Glacier Films має намір зняти 11 «мікробюджетних» фільмів вартістю 1,5 мільйона доларів кожен. Перший проєкт, American Heist, у головних ролях Крістенсен, Адрієн Броуді та Джордана Брустер, почали зніматися в червні 2013 року. Це ремейк фільму Стіва Маккуїна «Велике пограбування банку Сент-Луїса». У 2014 році він знявся в американсько-китайсько-канадському фільмі-драмі «Ізгої» поряд з Ніколасом Кейджем.
У 2015 році Крістенсен знявся у фільмі «90 хвилин на небі» за участю Кейт Босворт та режисером Майклом Полісом за однойменним бестселером. 2015 року розпочали знімання невипущеного фільму жахів про нацистських зомбі під час Другої світової війни під назвою Untöt, у якому зіграв Крістенсен. У 2017 році він був у фільмі «Перше вбивство» разом з Брюсом Віллісом. 2018 року він знявся в канадсько-американській романтичній комедії «Маленька Італія» з Еммою Робертс і в цьому ж році був у «Останній людині». 2019 року Крістенсен повернувся до ролі Енакіна Скайвокера, надавши епізод голосу персонажа у фільмі «Зоряні війни: Скайвокер. Сходження».

### 2020–теперішнє
Голос Крістенсена в ролі Енакіна Скайвокера з'явився в останьому епізоді анімаційного серіалу «Зоряні війни: Війни клонів» під назвою «Зруйновані», попри те, що діалог, використаний для епізоду, промовленим Крістенсеном, це архівне аудіо з фільму «Зоряні війни: Помста ситхів». 10 грудня 2020 року під час Дня інвестора Disney+ 2020 було оголошено, що Крістенсен повторить свою роль Енакіна Скайвокера / Дарта Вейдера для серіалу Обі-Вана Кенобі на Disney+. 22 жовтня 2021 року стало відомо, що Крістенсен також повторить роль у серіалі Disney+ «Асока».

## Особисте життя

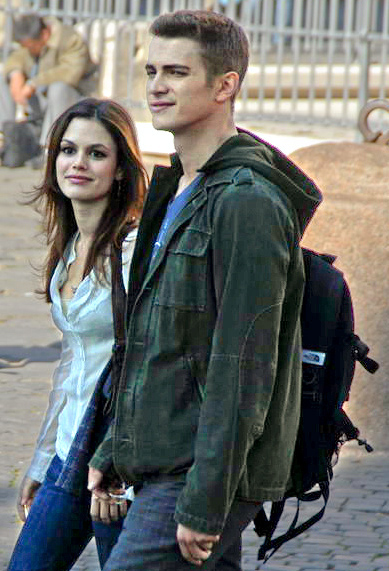
Крістенсен разом з Рейчел Білсон під час знімання «Телепорту». Рим, листопад 2006 рік.

У 2007 році Крістенсен почав зустрічатися з актрисою Рейчел Білсон, з якою він познайомився попереднього року на зніманнях фільму «Телепорт». Вони заручилися 25 грудня 2008 року. У середині 2010 року пара розійшлася, але вони знову почали зустрічатися через кілька місяців. 29 жовтня 2014 року Білсон народила дочку Бріар Роуз. Проте у вересні 2017 року пара остаточно розійшлася.
У 2007 році Крістенсен придбав ферму поблизу Аксбриджа, Онтаріо. 2008 року він зазначив, що сам ремонтував майно та приділяв час вивченню «худоби, врожаю та сільськогосподарської техніки». У листопаді 2013 року Крістенсен співпрацював з канадською мережею моди RW & Co, щоб випустити лінію чоловічого одягу, натхненну його фермою.
Затятий фанат Toronto Maple Leafs, Крістенсен виступив із публічним оголошенням для кампанії Do Something's Teens for Jeans у 2008 році. Він був створений за зразком реклами Louis Vuitton, а також був названий обличчям найновішого аромату Lacoste — Lacoste Challenge. Він був представлений у кампанії «Ефект Лазаря» RED, яка має на меті підвищити рівень обізнаності щодо її зусиль щодо боротьби зі СНІДом в Африці.

## Фільмографія
| Рік  |    | Українська назва                        | Оригінальна назва                            | Роль                                           |
| ---- | -- | --------------------------------------- | -------------------------------------------- | ---------------------------------------------- |
| 1993 | с  |                                         | E.N.G.                                       | Джої (Епізод: "Honour or Wealth")              |
| 1994 | ф  | У пащі божевілля                        | In the Mouth of Madness                      | хлопчик-газетяр на велосипеді                  |
| 1995 | ф  | Без великої любови                      | No Greater Love                              | Тедді Вінфілд                                  |
| 1995 | ф  | Вуличне право                           | Street Law                                   | Молодий Джон Раян                              |
| 1995 | тф | Гаррісон Берджерон                      | Harrison Bergeron                            | Ерік                                           |
| 1996 | с  | Лицар назавжди                          | Forever Knight                               | Андре (Епізод: "Fallen Idol")                  |
| 1997 | с  | Мурашки                                 | Goosebumps                                   | Кірк (Епізод: "The Tale of Bigfoot Ridge")     |
| 1998 | ф  | Змова пустунок                          | The Hairy Bird                               | Дата Тінки                                     |
| 1999 | с  | Чи боїшся ти темряви?                   | Are You Afraid of the Dark?                  | Зейн (Епізод: "Night of the Living Dummy III") |
| 1999 | ф  | Незайманки-самогубці                    | The Virgin Suicides                          | Джейк Гілл Конлі                               |
| 1999 | ф  | Вільне падіння                          | Free Fall                                    | Патрік Бреннан                                 |
| 2000 | с  |                                         | Higher Ground                                | Скотт Баррінгер (22 епізоди)                   |
| 2001 | ф  | Життя як дім                            | Life as a House                              | Сем Монро                                      |
| 2002 | ф  | Зоряні війни. Епізод II. Атака клонів   | Star Wars: Episode II — Attack of the Clones | Енакін Скайвокер                               |
| 2003 | ф  | Афера Стівена Гласса                    | Shattered Glass                              | Стівен Гласс                                   |
| 2004 | ф  | Зоряні війни: Повернення джедая         | Star Wars: Episode VI – Return of the Jedi   | Енакін Скайвокер (перевидання на DVD)          |
| 2005 | ф  | Зоряні війни. Епізод III. Помста ситхів | Star Wars: Episode III — Revenge of the Sith | Енакін Скайвокер / Дарт Вейдер                 |
| 2006 | ф  | Я спокусила Енді Ворхола                | Factory Girl                                 | Біллі Куїн                                     |
| 2007 | ф  | Наркоз                                  | Awake                                        | Клей Бересфорд                                 |
| 2007 | ф  | Територія незайманості                  | Decameron: Angels & Virgins                  | Лоренцо                                        |
| 2008 | ф  | Телепорт                                | Jumper                                       | Девід Райс                                     |
| 2009 | ф  | Нью-Йорку, я люблю тебе                 | New York, I Love You                         | Бен                                            |
| 2010 | ф  | Хлопчики-нальотчики                     | Takers                                       | Ейджей                                         |
| 2010 | ф  | Зникнення на 7-й вулиці                 | Vanishing on 7th Street                      | Люк                                            |
| 2010 | ф  | Квантовий квест: Космічна одіссея       | Quantum Quest: A Cassini Space Odyssey       | Джеммер (озвучення)                            |
| 2014 | ф  | У вигнанні                              | Outcast                                      | Джейкоб                                        |
| 2014 | ф  | Пограбування по-американськи            | American Heist                               | Джеймс Келлі                                   |
| 2015 | ф  | 90 хвилин на небесах                    | 90 Minutes in Heaven                         | Дон Пайпер                                     |
| 2017 | в  | Перше вбивство                          | First Kill                                   | Вілл                                           |
| 2018 | ф  | Маленька Італія                         | Little Italy                                 | Лео Кампо                                      |
| 2019 | ф  | Остання людина                          | The Last Man                                 | Курт                                           |
| 2019 | ф  | Зоряні війни: Скайвокер. Сходження      | Star Wars: The Rise of Skywalker             | Енакін Скайвокер (озвучення)                   |
| 2022 | с  | Обі-Ван Кенобі                          | Obi-Wan Kenobi                               | Енакін Скайвокер / Дарт Вейдер (5 епізодів)    |
| 2023 | с  | Асока                                   | Ahsoka                                       | Енакін Скайвокер / Дарт Вейдер (4 епізоди)     |